# Фахретдинов, Шамиль Габдрахманович
Шамиль Габдрахманович Фахретдинов (тат. Шамил Габдрахман улы Фәхретдинов, каз. Шәміл Әбдірахманұлы Фахрутдинов; 22 мая 1952, Костанай, Казахская ССР, СССР) ― казахстанский педагог, работник культуры, художественный руководитель ансамбля танца «Карнавал» и руководитель Костанайской хореографической школы.

## Биография
Родился 22 мая 1952 года в городе Костанай в татарской семье инженера Габдрахмана Фахретдинова, ветерана Великой отечественной войны.
Окончил факультет иностранных языков Кызылординского педагогического института по специальности «учитель французского языка» в 1974 году и Челябинскую государственную академию искусств и культуры по специальности «режиссер театра и телевидения» в 2009 году.
С 1988 года является руководителем ансамбля танца «Карнавал», ставшего известным как в Казахстане, так и за его пределами, принимавшего участие в 53 конкурсах, более тысячи культурных мероприятий и получившего более 90 различных дипломов. В том же 1988 году был заместителем директора по воспитательной работе в средней школе № 2 города Костаная, где ему предложили создать танцевальную группу с трудными для воспитания детьми. Для работы с подростками, испытывавшими трудности жизни, Шамиль Абдрахманович создал две танцевальные группы, несмотря на некоторые сложности в работе. В настоящее время основной танцевальной базой ансамбля являются участники 45 танцевальных групп, преимущественно дети от 6 до 18 лет.
В настоящее время известен не только как руководитель ансамбля, но и также режиссёр празднования Дня города и Дня конституции в Костанае.
Женат на инженере-биологе Вере Фахретдинове. Имеет сына Марата (1992 г.р.).

## Награды и звания
- 1992 — Отличник образования Республики Казахстан
- 2001 — Медаль «За доблестный труд»
- 2001, 2005 — Благодарности Президента Республики Казахстан
- 2006 — Почётный работник образования Республики Казахстан
- 2007 — Медаль «Почётный работник культуры»
- 2008 — Заслуженный деятель культуры Казахстана
- 2009 — Медаль имени Ибрая Алтынсарина
- 2016 — Почётный гражданин города Костаная[5]